# Tibouchina herzogii
Tibouchina herzogii är en tvåhjärtbladig växtart som beskrevs av Célestin Alfred Cogniaux. Tibouchina herzogii ingår i släktet Tibouchina och familjen Melastomataceae. Inga underarter finns listade i Catalogue of Life.